# یوسوکه کامیگاتا
یوسوکه کامیگاتا (انگلیسی: Yosuke Kamigata؛ زادهٔ ۲۵ سپتامبر ۱۹۹۲) بازیکن فوتبال اهل ژاپن است.